# Gelasma goniaria
Gelasma goniaria là một loài bướm đêm trong họ Geometridae.